# Lorenz Niegel
Lorenz Niegel (* 20. Juni 1933 in Lichtenfels; † 25. Juli 2001 ebenda) war ein deutscher Ingenieur und Politiker (CSU).

## Leben und Beruf
Niegel wurde als Sohn eines Steuerrates geboren. Nach dem Besuch des Gymnasiums in Bamberg nahm er ein Studium an der Ingenieurschule für Landbau in Triesdorf auf, das er mit der Prüfung zum Diplom-Ingenieur für Landbau (FH) beendete. Er war von 1955 bis 1962 Kreisgeschäftsführer und anschließend bis 1969 Pressereferent im Generalsekretariat des Bayerischen Bauernverbandes (BBV). Später wirkte er als Unternehmensberater.
Er war Mitglied des katholischen Kolpingwerks und des Werkvolks. Niegel war verheiratet und hatte vier Kinder.

## Politik

### Partei
Niegel war seit 1955 Mitglied der CSU. Er schloss sich der Jungen Union (JU) an, war von 1956 bis 1960 Kreisvorsitzender der JU Lichtenfels und von 1959 bis 1963 Bezirksvorsitzender der JU Oberfranken. Außerdem war er von 1963 bis 1971 Mitglied des Landesvorstands der JU.

### Abgeordneter
Niegel war von 1969 bis 1990 für sechs Wahlperioden Mitglied des Deutschen Bundestages. Er wurde stets über ein Direktmandat im Wahlkreis Kulmbach ins Parlament gewählt. Niegel war durchgängig Mitglied im Ausschuss für Ernährung, Landwirtschaft und Forsten. Darüber hinaus war er in einzelnen Wahlperioden ordentliches Mitglied im Ausschuss für Petitionen, im Ausschuss für Raumordnung, Bauwesen und Städtebau, im Ausschuss für Wirtschaft bzw. Ausschusses für Städtebau und Wohnungswesen, im Ausschuss für innerdeutsche Beziehungen. Außerdem war er Mitglied des Parlamentarischen Versammlung des Europarates und der Westeuropäischen Union (WEU). Von 1988 bis 1991 war er stellvertretender Vorsitzender des Landwirtschaftsausschusses des Europarates.
Politisch vertrat Niegel rechtskonservative Positionen. So wandte er sich unter anderem gegen die Ostverträge der Regierung Brandt. Bei den Abstimmungen im Bundestag während der Wiedervereinigung stimmte er mehrfach gegen Verträge, die deutsch-polnischen Grenze anerkannten (siehe hierzu Herbert Czaja).
1985 blieb er der Rede des Bundespräsidenten Richard von Weizsäcker zum Tag der Befreiung fern, da er den 8. Mai 1945 auch als „ein[en] Tag der tiefsten Demütigung“ empfand.

## Konflikt mit Klaus Bednarz
Am 11. Juli 1989 erstattete Niegel gemeinsam mit zwölf Fernsehzuschauern Strafanzeige gegen Klaus Bednarz, Moderator des ARD-Magazins Monitor. Dieser hatte in seiner Sendung Soldaten für den hypothetischen Fall eines Kriegsausbruchs in Europa zur Fahnenflucht aufgerufen. Die Staatsanwaltschaft stellte das Verfahren im August 1989 ein.

## Ehrungen
- 1978: Bundesverdienstkreuz am Bande
- 1981: Bayerischer Verdienstorden
- 1982: Großes Goldenes Ehrenzeichen für Verdienste um die Republik Österreich
- 1987: Bundesverdienstkreuz I. Klasse